# Eugenia P. Butler
Eugenia Perpetua Butler, född 30 januari 1947, död 29 mars 2008, var en amerikansk konceptkonstnär från Los Angeles. Hennes verk var ofta språkbaserade och utmanade uppfattningar om rymd och verklighet. 
Butler är mest känd för projektet "Book of Lies", startat 1991 och senare utställt på 18th Street Art Gallery i Santa Monica under 2007. Tre av fyra planerade volymer hann slutföras och publiceras innan hennes död 2008.